# Heerjansdam
Heerjansdam est un village situé dans la commune néerlandaise de Zwijndrecht, dans la province de la Hollande-Méridionale. Le 1er janvier 2005, le village comptait 3 770 habitants.

## Histoire
Heerjansdam a été une commune indépendante jusqu'au 1er janvier 2003. À cette date, elle est supprimée et rattachée à Zwijndrecht.